# Nicholaus Arson

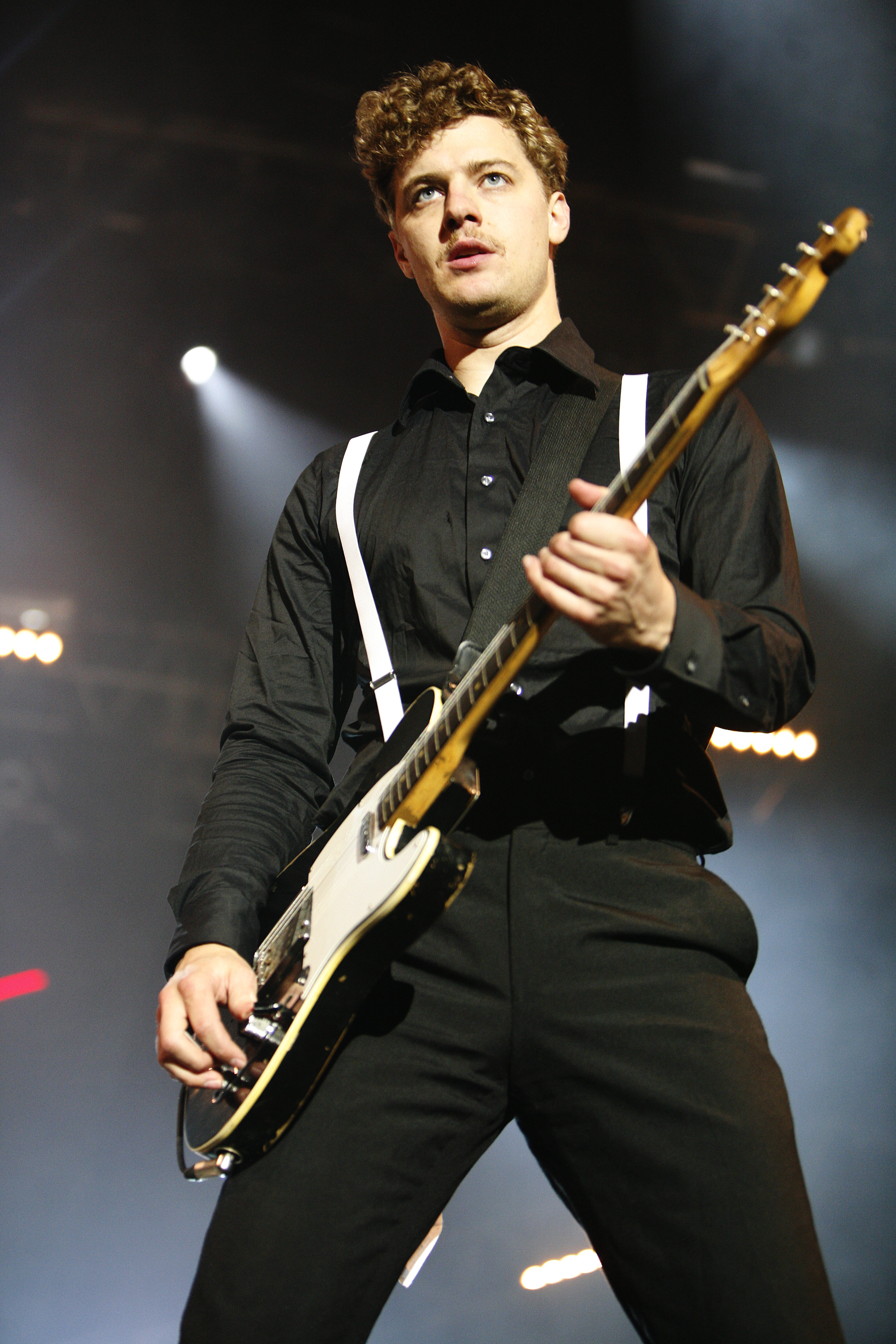
Nicholaus Arson

Nicholaus Arson (* 26. Januar 1977 in Fagersta, Schweden; gebürtig Niklas Almqvist) ist ein schwedischer Lead-Gitarrist und Backgroundsänger. 

## Leben
Arson ist Mitglied der schwedischen Garage-Punk-Gruppe The Hives und er ist der ältere Bruder von Pelle Almqvist, dem Lead-Sänger der Gruppe. 
Arson und sein Bruder Pelle gründeten die Gruppe im Jahr 1993. Wegen eines Artikels im New Musical Express und eines in den Akten der schwedischen Geheimpolizei auftauchenden Artikels, der den Namen Randy Fitzsimmons als ein Pseudonym von Nicholaus Arson beschreibt, und weil die Gruppe immer wieder erklärt, jener Randy Fitzsimmons sei der Promoter, Geldgeber und Liederschreiber der Band, glaubten viele, dass all diese Funktionen durch Nicholaus Arson durchgeführt würden. Die Gruppe, die den Mythos um die Gestalt Randy Fitzsimmons aufrechterhalten will, bestreitet dies aber. 
Arson ist bekannt für seine Kreativität und seine ausgefallenen Tätigkeiten auf der Bühne. Er spielt die Gitarre oft mit der Windmühlen-Technik, durch die Pete Townshend, Gitarrist und Liederschreiber der legendären Rock-Band The Who, bekannt geworden ist, und tanzt oft einen immer wiederkehrenden Zweischritt, das heißt, er bewegt sich einen Schritt nach links und einen Schritt nach rechts, was an einen Roboter erinnert. Arson spielt nahezu ausschließlich eine Fender Telecaster, in der Regel in schwarz und/oder weiß, den einzigen von der Gruppe verwendeten Farben. 
| Personendaten    | Personendaten          |
| ---------------- | ---------------------- |
| NAME             | Arson, Nicholaus       |
| KURZBESCHREIBUNG | schwedischer Gitarrist |
| GEBURTSDATUM     | 26. Januar 1977        |
| GEBURTSORT       | Fagersta, Schweden     |